# Sainikudu
Sainikudu (telugu: సైనికుడు, översättning: Soldat) är en Tollywoodfilm, regisserad av Gunasekhar och släppt 30 november 2006. I filmen medverkar skådespelare som Mahesh Babu och Trisha Krishnan. 

## Skådespelare
- Mahesh Babu som Siddarth
- Trisha Krishnan som Vara Lakshmi
- Prakash Raj som Mondi Naani
- Irrfan Khan som Pappu Yadav
- Kamna Jethmalani, gästskådespelare (sång)
- Ravi Varma
- Ajay som Ajay